# World Rugby U20 Trophy 2023
Die World Rugby U20 Trophy 2023 war die 13. Ausgabe des gleichnamigen Wettbewerbs in der Sportart Rugby Union, der als Qualifikation zur Juniorenweltmeisterschaft dient. Die Veranstaltung fand vom 15. bis zum 30. Juli 2023 in Kenia statt, das zum zweiten Mal nach 2009 der Veranstalter war. Es handelte sich um die erste Austragung seit 2019, nachdem sie in den Jahren 2020 bis 2022 wegen der COVID-19-Pandemie abgesagt werden musste. Den Wettbewerb entschied zum ersten Mal Spanien für sich.
Unmittelbar zuvor fand in Südafrika die Juniorenweltmeisterschaft 2023 für höher eingestufte Mannschaften statt.

## Austragungsort
Sämtliche Spiele wurden im Nyayo National Stadium in der Hauptstadt Nairobi ausgetragen.

## Teilnehmer
Acht Mannschaften nahmen am Turnier teil. Automatisch qualifiziert waren Gastgeber Kenia und Schottland, der Letztplatzierte der Juniorenweltmeisterschaft 2019. Weitere sechs Länder qualifizierten sich über kontinentale Meisterschaften in Afrika, Asien, Europa, Nordamerika, Ozeanien und Südamerika.
| Land       | Qualifiziert als            |
| ---------- | --------------------------- |
| Hongkong   | Junioren-Asienmeister       |
| Kenia      | Gastgeber                   |
| Samoa      | Junioren-Ozeanienmeister    |
| Schottland | Absteiger JWM 2019          |
| Spanien    | Junioren-Europameister      |
| Uruguay    | Junioren-Südamerikameister  |
| USA        | Junioren-Nordamerikameister |
| Simbabwe   | Junioren-Afrikameister      |

## Vorrunde
Modus:
- 4 Punkte bei einem Sieg
- 2 Punkte bei einem Unentschieden
- 1 Bonuspunkt für vier oder mehr Versuche, unabhängig vom Endstand
- 1 Bonuspunkt bei einer Niederlage mit sieben oder weniger Spielpunkten Unterschied

### Gruppe A
|    | Land       | Spiele | Siege | Unent. | Ndlg. | Spiel- punkte | Diff. | Bonus- punkte | Tabellen- punkte |
| -- | ---------- | ------ | ----- | ------ | ----- | ------------- | ----- | ------------- | ---------------- |
| 1. | Uruguay    | 3      | 3     | 0      | 0     | 121:71        | + 50  | 2             | 14               |
| 2. | Schottland | 3      | 2     | 0      | 1     | 130:83        | + 47  | 3             | 11               |
| 3. | Simbabwe   | 3      | 1     | 0      | 2     | 85:157        | − 67  | 2             | 6                |
| 4. | USA        | 3      | 0     | 0      | 3     | 81:111        | − 30  | 3             | 3                |

| 15. Juli 2023 10:00 EAT | Schottland     | 64 : 33 | Simbabwe | Nyayo National Stadium, Nairobi Schiedsrichter: Robin Kaluzniak (Kanada) |
| 15. Juli 2023 10:00 EAT | (31:0) Bericht |         |          | Nyayo National Stadium, Nairobi Schiedsrichter: Robin Kaluzniak (Kanada) |

| 15. Juli 2023 14:00 EAT | Uruguay         | 33 : 31 | USA | Nyayo National Stadium, Nairobi Schiedsrichter: Tevita Rokovereni (Fidschi) |
| 15. Juli 2023 14:00 EAT | (23:13) Bericht |         |     | Nyayo National Stadium, Nairobi Schiedsrichter: Tevita Rokovereni (Fidschi) |

| 20. Juli 2023 12:00 EAT | Uruguay         | 51 : 14 | Simbabwe | Nyayo National Stadium, Nairobi Schiedsrichter: Craig Chan (Hongkong) |
| 20. Juli 2023 12:00 EAT | (17:14) Bericht |         |          | Nyayo National Stadium, Nairobi Schiedsrichter: Craig Chan (Hongkong) |

| 20. Juli 2023 14:00 EAT | Schottland      | 40 : 13 | USA | Nyayo National Stadium, Nairobi Schiedsrichter: Sylvain Mane (Senegal) |
| 20. Juli 2023 14:00 EAT | (14:13) Bericht |         |     | Nyayo National Stadium, Nairobi Schiedsrichter: Sylvain Mane (Senegal) |

| 25. Juli 2023 10:00 EAT | USA             | 27 : 38 | Simbabwe | Nyayo National Stadium, Nairobi Schiedsrichter: Craig Chan (Hongkong) |
| 25. Juli 2023 10:00 EAT | (14:16) Bericht |         |          | Nyayo National Stadium, Nairobi Schiedsrichter: Craig Chan (Hongkong) |

| 25. Juli 2023 16:00 EAT | Schottland      | 26 : 37 | Uruguay | Nyayo National Stadium, Nairobi Schiedsrichter: Cauã Ricardo Santos (Brasilien) |
| 25. Juli 2023 16:00 EAT | (14:20) Bericht |         |         | Nyayo National Stadium, Nairobi Schiedsrichter: Cauã Ricardo Santos (Brasilien) |

### Gruppe B
|    | Land     | Spiele | Siege | Unent. | Ndlg. | Spiel- punkte | Diff. | Bonus- punkte | Tabellen- punkte |
| -- | -------- | ------ | ----- | ------ | ----- | ------------- | ----- | ------------- | ---------------- |
| 1. | Spanien  | 3      | 3     | 0      | 0     | 129:28        | + 101 | 2             | 14               |
| 2. | Samoa    | 3      | 2     | 0      | 1     | 74:80         | − 6   | 2             | 10               |
| 3. | Kenia    | 3      | 1     | 0      | 2     | 65:98         | − 33  | 1             | 5                |
| 4. | Hongkong | 3      | 0     | 0      | 3     | 43:105        | − 62  | 3             | 3                |

| 15. Juli 2023 12:00 EAT | Samoa          | 34 : 25 | Kenia | Nyayo National Stadium, Nairobi Schiedsrichter: Saba Abulaschwili (Georgien) |
| 15. Juli 2023 12:00 EAT | (13:5) Bericht |         |       | Nyayo National Stadium, Nairobi Schiedsrichter: Saba Abulaschwili (Georgien) |

| 15. Juli 2023 16:00 EAT | Spanien        | 53 : 0 | Hongkong | Nyayo National Stadium, Nairobi Schiedsrichter: Precious Pazani (Simbabwe) |
| 15. Juli 2023 16:00 EAT | (22:0) Bericht |        |          | Nyayo National Stadium, Nairobi Schiedsrichter: Precious Pazani (Simbabwe) |

| 20. Juli 2023 10:00 EAT | Samoa         | 30 : 27 | Hongkong | Nyayo National Stadium, Nairobi Schiedsrichter: Cauã Ricardo Santos (Brasilien) |
| 20. Juli 2023 10:00 EAT | (5:8) Bericht |         |          | Nyayo National Stadium, Nairobi Schiedsrichter: Cauã Ricardo Santos (Brasilien) |

| 20. Juli 2023 16:00 EAT | Spanien         | 48 : 18 | Kenia | Nyayo National Stadium, Nairobi Schiedsrichter: Kat Roche (USA) |
| 20. Juli 2023 16:00 EAT | (17:15) Bericht |         |       | Nyayo National Stadium, Nairobi Schiedsrichter: Kat Roche (USA) |

| 25. Juli 2023 12:00 EAT | Kenia           | 22 : 16 | Hongkong | Nyayo National Stadium, Nairobi Schiedsrichter: Tevita Rokovereni (Fidschi) |
| 25. Juli 2023 12:00 EAT | (15:10) Bericht |         |          | Nyayo National Stadium, Nairobi Schiedsrichter: Tevita Rokovereni (Fidschi) |

| 25. Juli 2023 14:00 EAT | Spanien        | 28 : 10 | Samoa | Nyayo National Stadium, Nairobi Schiedsrichter: Kat Roche (USA) |
| 25. Juli 2023 14:00 EAT | (10:3) Bericht |         |       | Nyayo National Stadium, Nairobi Schiedsrichter: Kat Roche (USA) |

## Finalrunde

### Spiel um Platz 7
| 30. Juli 2023 10:00 EAT | USA            | 47 : 22 | Hongkong | Nyayo National Stadium, Nairobi Schiedsrichter: Precious Pazani (Simbabwe) |
| 30. Juli 2023 10:00 EAT | (19:5) Bericht |         |          | Nyayo National Stadium, Nairobi Schiedsrichter: Precious Pazani (Simbabwe) |

### Spiel um Platz 5
| 30. Juli 2023 14:00 EAT | Simbabwe       | 64 : 10 | Kenia | Nyayo National Stadium, Nairobi Schiedsrichter: Sylvain Mane (Senegal) |
| 30. Juli 2023 14:00 EAT | (33:0) Bericht |         |       | Nyayo National Stadium, Nairobi Schiedsrichter: Sylvain Mane (Senegal) |

### Spiel um Platz 3
| 30. Juli 2023 12:00 EAT | Schottland      | 83 : 10 | Samoa | Nyayo National Stadium, Nairobi Schiedsrichter: Robin Kaluzniak (Kanada) |
| 30. Juli 2023 12:00 EAT | (33:10) Bericht |         |       | Nyayo National Stadium, Nairobi Schiedsrichter: Robin Kaluzniak (Kanada) |

### Finale
| 30. Juli 2023 16:00 EAT | Uruguay         | 32 : 39 | Spanien | Nyayo National Stadium, Nairobi Schiedsrichter: Saba Abulaschwili (Georgien) |
| 30. Juli 2023 16:00 EAT | (15:24) Bericht |         |         | Nyayo National Stadium, Nairobi Schiedsrichter: Saba Abulaschwili (Georgien) |

## Schlussplatzierungen
| Platz | Land       |
| ----- | ---------- |
| 01    | Spanien    |
| 02    | Uruguay    |
| 03    | Schottland |
| 04    | Samoa      |
| 05    | Simbabwe   |
| 06    | Kenia      |
| 07    | USA        |
| 08    | Hongkong   |

Spanien gewann das Turnier und nimmt 2024 an der Juniorenweltmeisterschaft teil.